# Memphis Championship Wrestling
Memphis Championship Wrestling (MCW) foi uma promoção de wrestling profissional estadunidense, dirigida por Terry Golden, com sede em Memphis, Tennessee. A promoção teve o seu primeiro show realizado em 20 de Fevereiro de 2000, sendo ativa até meados de 2001. A MCW serviu de território de desenvolvimento para a World Wrestling Federation, levando os melhores wrestlers para o elenco da WWF.

## Principal
O show televisivo da MCW foi o Unleashed!, todos os sábados às 11:00 e aos domingos às 1:30. Os principais wrestlers que passaram pela MCW foram American Dragon, Spanky e Joey Mercury, tendo estes conseguido vaga no elenco da WWF.
Após a falência da MCW, todos os wrestlers lá empregados, como Victoria, Lance Cade, The Island Boyz (Eddie Fatu e Matt Anoa'i) e Charlie Haas foram para a Heartland Wrestling Association.

## Títulos
A MCW portava cinco títulos:
- MCW Southern Heavyweight Championship
  - Título de Pesos-Pesados

- MCW Southern Tag Team Championship
  - Título de Duplas

- MCW Television Championship
  - Título Televisivo

- MCW Hardcore Championship
  - Título Hardcore

- MCW Southern Light Heavyweight Championship
  - Título de Pesos-Leves